# Elias (Mosaizist I)
Elias (Ηλίας) war ein spätantiker Mosaizist (ψηφωθετής), der im 6. Jahrhundert in Phoenikia, dem heutigen Libanon, tätig war.
Er ist nur bekannt durch seine Signatur auf dem Fußbodenmosaik in der Kirche von Nabatiyeh im Südlibanon. Die Inschrift nennt auch das Datum 515.